# Joosu
Joosu (Duits: Waimel-Neuhof) is een plaats in de Estlandse gemeente Põlva vald, provincie Põlvamaa. De plaats heeft de status van dorp (Estisch: küla) en telt 92 inwoners (2021).
Tot in oktober 2017 lag Joosu in de gemeente Laheda. In die maand werd Laheda bij de gemeente Põlva vald gevoegd.
Ten zuiden van Joosu loopt de grens tussen de provincies Põlvamaa en Võrumaa.

## Geschiedenis
Joosu behoorde tot het landgoed van Väimela (nu in de provincie Võrumaa). In 1749 werd een landgoed Joso afgesplitst, dat in het Duits Waimel-Neuhof (‘nieuw hof van Waimel (= Väimela)’) werd genoemd. In hetzelfde jaar ontstond ook het landgoed van Tilsi. Het landgoed wisselde vaak van eigenaar. Van de voornaam Justus van een van de eigenaren, Justus Johann Ludwig Briesemann von Nettig, is de Estische naam Joosu afgeleid.
Een nederzetting Joosu ontstond pas na 1920, toen het landgoed door het onafhankelijk geworden Estland onteigend was. In 1977 kreeg de nederzetting de status van dorp. Toen werd ook het noordelijk deel van het dorp Mõrgi bij Joosu gevoegd.
Het landhuis van Joosu, dat uit het eind van de 18e eeuw dateert, is bewaard gebleven, maar verkeert in slechte staat van onderhoud.

## Foto's

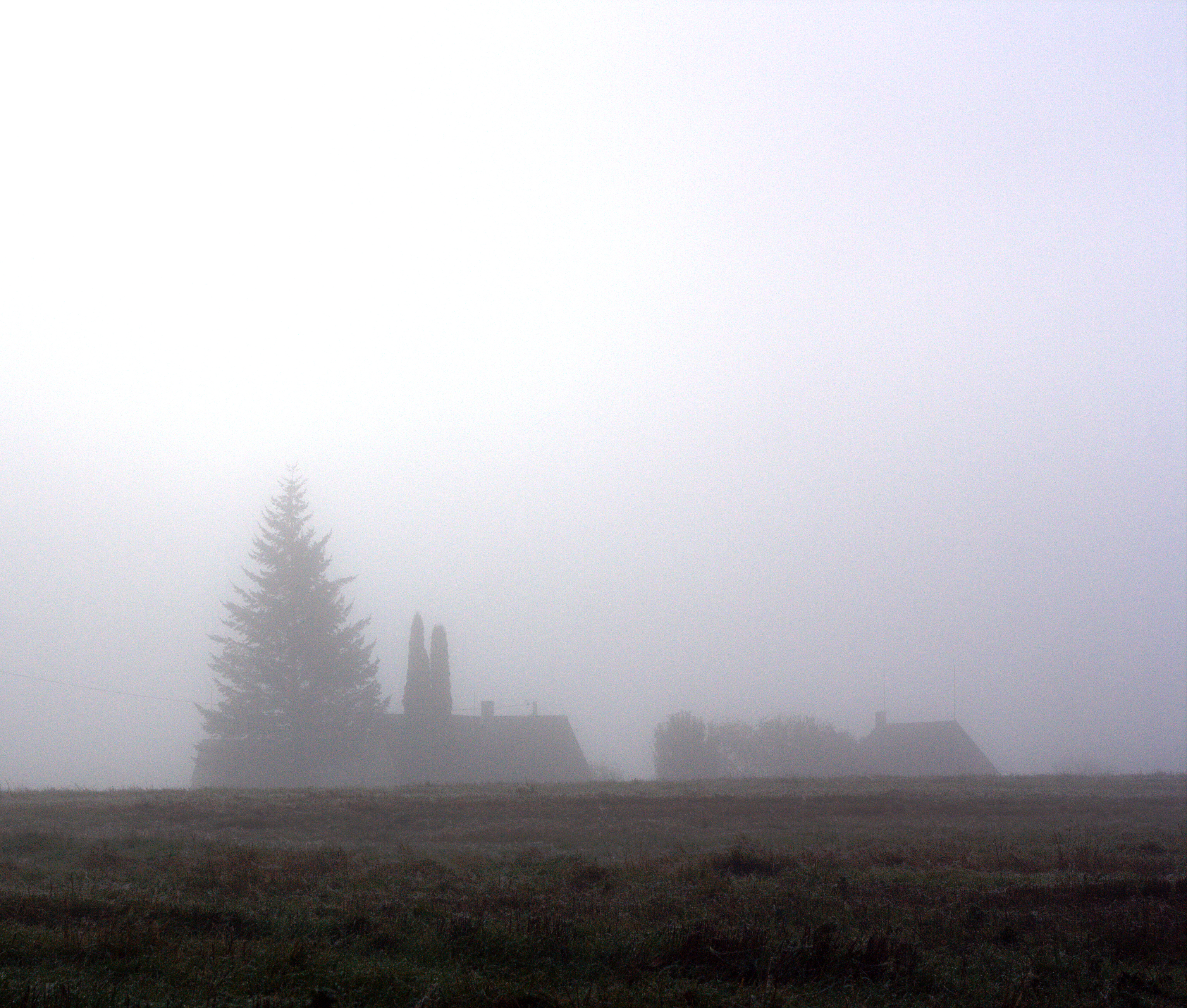
Joosu in de mist
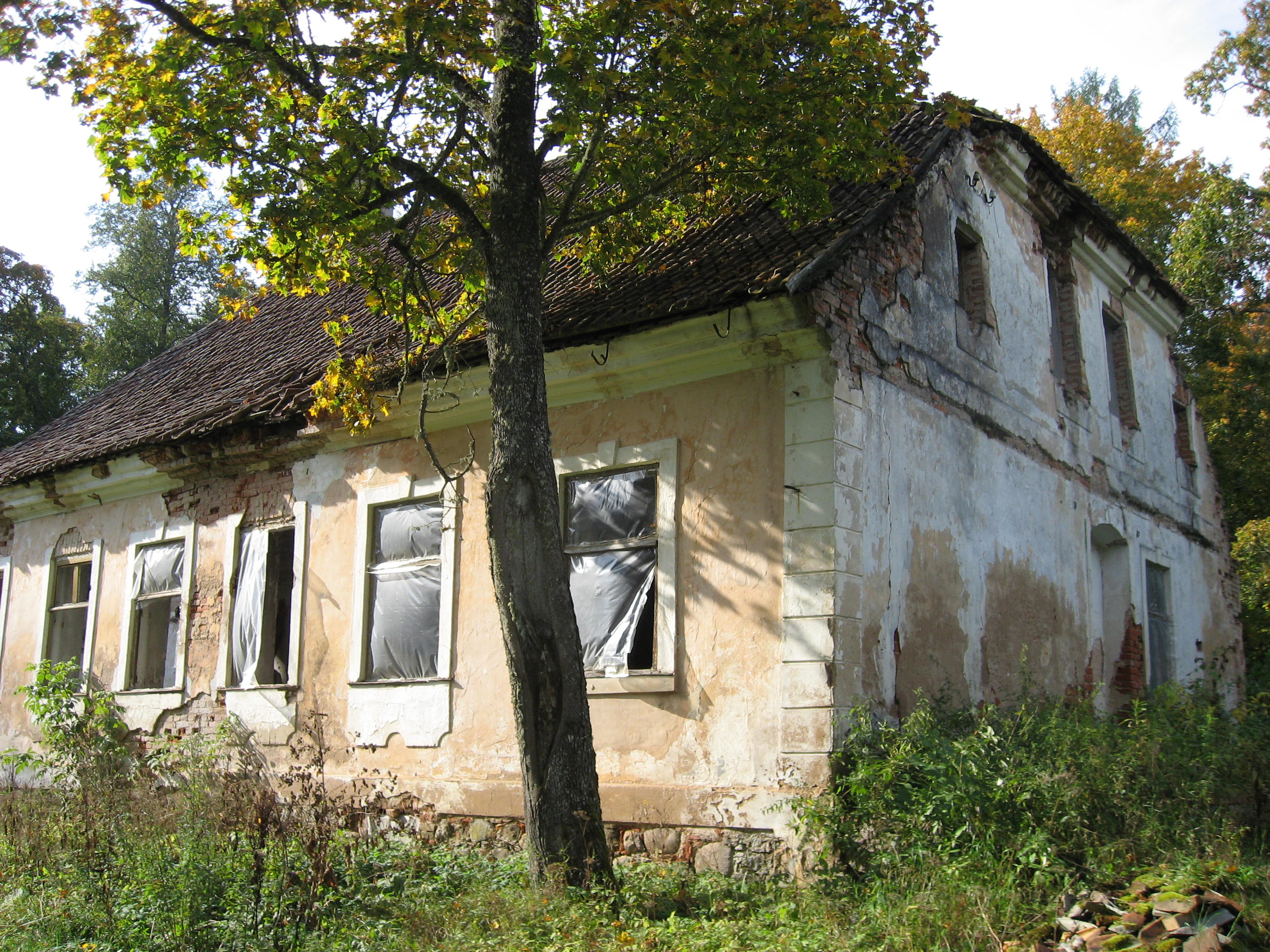
Het landhuis van Joosu
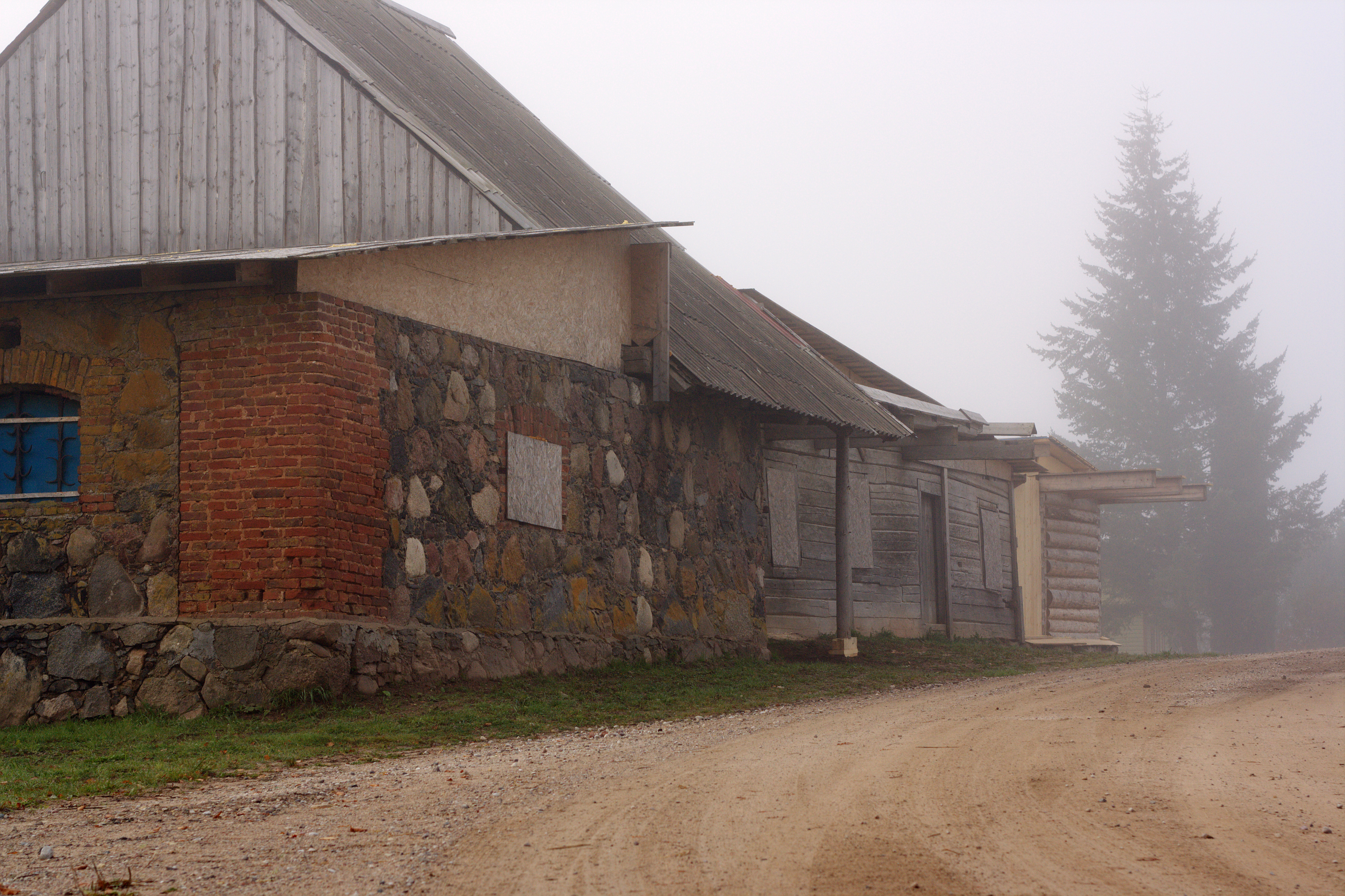
Vroegere herberg
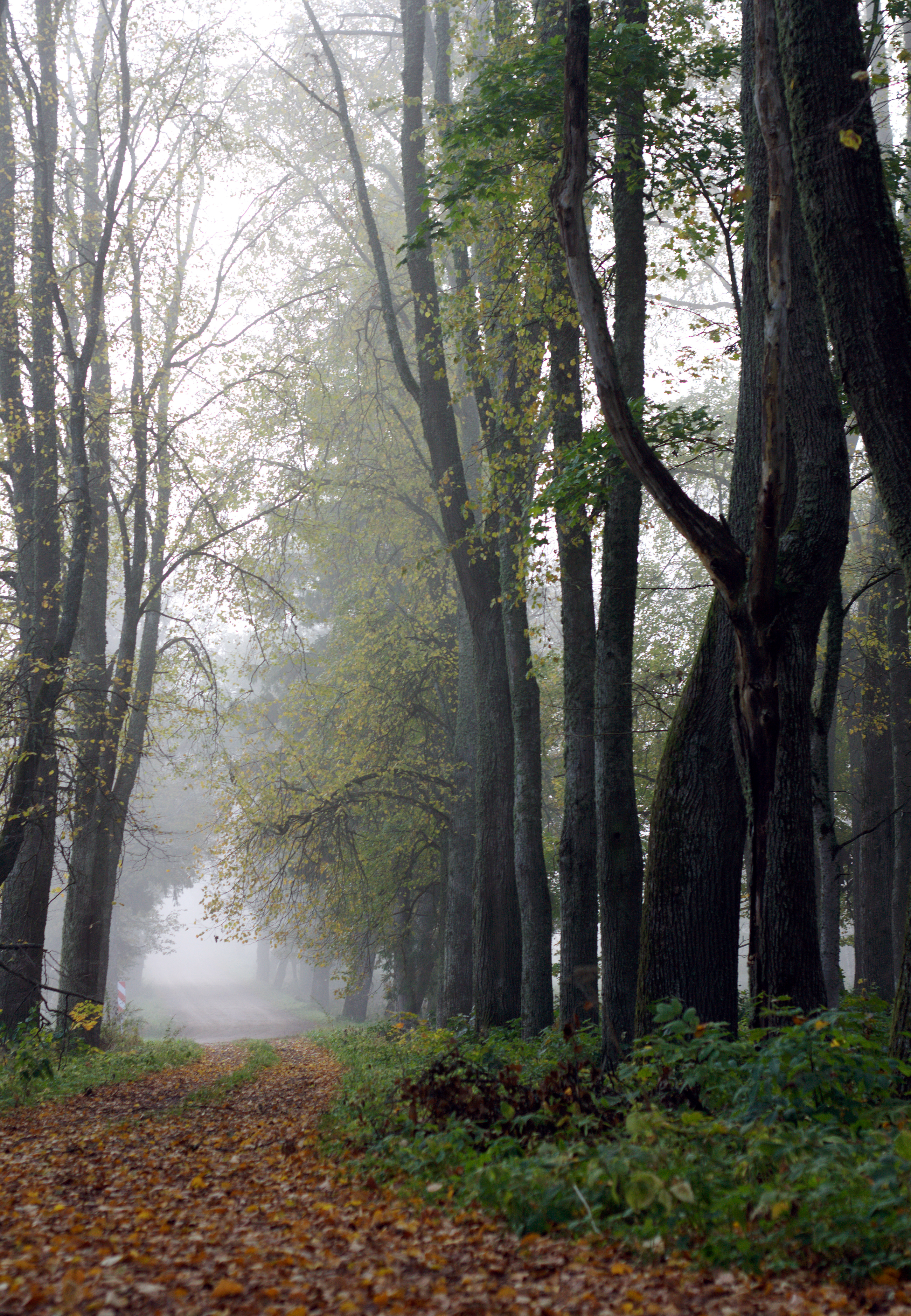
Het park van het landhuis